# کاساندرا
کاساندرا (به یونانی: Κασσάνδρα) (به انگلیسی: Cassandra) در اسطوره‌های یونان، دختر پریاموس (پادشاه شهر تروآ) و هکابه است.
کاساندرا، زیباترین دختر پریاموس بود و بسیاری به امید ازدواج با او، در جنگ تروآ، همراه پریاموس شدند. تا اینکه آپولون عاشقش شد و به او پیشگویی آموخت. اما چون کاساندرا به عشق او پاسخی نداد، آپولون او را محکوم کرد که همیشه صحیح پیشگویی کند، اما کسی پیشگویی‌های او را باور نکند. کاساندرا بارها سقوط تروآ را پیشگویی کرد، اما در اثر نفرین آپولون، کسی حرف او را نپذیرفت و او را دیوانه پنداشتند. پس از شکست تروآ، آیاس در مقابل پالادیوم (تصویر آتنا) به او تجاوز کرد. آتنا به مجازات این کار، یونانی‌های بسیاری را در راه بازگشت به وطن نابود کرد. سرانجام کاساندرا را به آگاممنون هدیه کردند. او سرنوشت آگاممنون و کلوتایمنسترا و فرزندان‌شان را پیشگویی کرد و به دست کلوتایمنسترا کشته شد. البته از همه اینا مهمتر که در داستان مورد اشاره قرار نمیگیرد اینکه خودش هم به پیشگویی اش گوش نکرد و در مسیر شخصی بهره نبرد و شاید این یکی از دلایل مرگ او باشد.